# 0536
0536 è il prefisso telefonico del distretto di Sassuolo, appartenente al compartimento di Bologna.
Il distretto comprende la parte meridionale della provincia di Modena, parte del comune di Casalgrande (RE) ed il comune di Castellarano (RE). Confina con i distretti di Modena (059) a nord-est, di Porretta Terme (0534) a sud-est, di Pistoia (0573) e di Lucca (0583) a sud e di Reggio Emilia (0522) a ovest.

## Aree locali e comuni
Il distretto di Sassuolo comprende diciotto comuni compresi nelle tre aree locali di Maranello (ex settori di Maranello, Montefiorino e Pavullo nel Frignano), Pievepelago (ex settori di Pievepelago e Sestola) e Sassuolo. I comuni compresi nel distretto sono: Casalgrande-frazioni Sant'Antonino e Veggia (RE), Castellarano (RE), Fanano, Fiorano Modenese, Fiumalbo, Frassinoro, Lama Mocogno, Maranello, Montecreto, Montefiorino, Palagano, Pavullo nel Frignano, Pievepelago, Polinago, Prignano sulla Secchia, Riolunato, Sassuolo, Serramazzoni e Sestola .